# Университет Уэйк-Форест
Университет Уэйк-Форест (англ. Wake Forest University, произносится /ˈweɪk ˈforəst ˌjuːnɪ'vɜːsətɪ/, сокр. WFU) — частный исследовательский университет США, расположенный в Уинстон-Сейлеме, штат Северная Каролина. Основан 3 февраля 1834 года. Университет получил своё имя в честь своего первоначального местоположения в городе Уэйк-Форест, к северу от столицы штата Роли. Основным кампусом университета является Ренолда кампус, расположенный к северу от центра Уинстон-Сейлема, с момента переезда туда университета в 1956 году. Кампус медицинской школы университета (англ. Wake Forest Baptist Medical Center) расположен в центральной части Уинстон-Сейлема. Бизнес школа университета расположена на территории основного кампуса, а также в Шарлотте.
В 2015 году университет Уэйк-Форест занял 27-ю позицию (из 399 позиций) в рейтинге «Национальные университеты» издания U.S. News & World Report.

## Структура
В структуру университета помимо бакалавриата (англ. Undergraduate College) и аспирантуры (англ. Graduate School of Arts and Sciences) также входят четыре профессиональных школы:
- Высшая школа права
- Высшая школа медицины
- Высшая школа бизнеса
- Школа богословия

## Известные преподаватели и студенты
К известным личностям университета Уэйк-Форест относятся: писательница и поэтесса Майя Энджелоу; писательница, телеведущая и политический обозреватель Мелисса Харрис-Перри; математик Филипп Гриффитс; сенаторы Ричард Бер и Кей Хейган; профессиональные баскетболисты Крис Пол, Тим Данкан, Магси Богз и др.

## Прочее
В 2010 году биоинженерам университета из центра регенеративной медицины (англ. Institute for Regenerative Medicine at Wake Forest University Baptist Medical Center) впервые удалось вырастить человеческую печень в лабораторных условиях. В 2012 году биоинженерам удалось создать искусственные яичники, вырабатывающие половые гормоны..